# Buckingham (Floryda)
Buckingham – jednostka osadnicza w Stanach Zjednoczonych, w stanie Floryda, w hrabstwie Lee.